# Jean-Philippe Ricci
Jean-Philippe Ricci, né le 24 septembre 1976 à Ajaccio, est un acteur français.

## Biographie
Né à Ajaccio, Jean-Philippe Ricci grandit à l'Île-Rousse et devient gardien de but semi-professionnel de football. À 18 ans, il quitte la Corse et le foot pour suivre une formation théâtrale au conservatoire de Marseille. Il intègre la compagnie de Christian Benedetti. Après une expérience dans la boxe et dans le cirque, il revient à la comédie à 28 ans.
Après avoir tourné avec Philippe Harel, il est choisi par Jacques Audiard pour interpréter le rôle de Vettori dans Un prophète aux côtés de Niels Arestrup qui lance sa carrière.
À la télévision, Jean-Philippe incarne de 2010 à 2014 le capitaine Alain  Damiani dans la série Mafiosa, le clan sur Canal+ aux côtés d'Hélène Fillières.
En 2013, il interprète le rôle d'Yvan Colonna dans Les Anonymes - Ùn' pienghjite micca de Pierre Schoeller qui retrace l'enquête sur l'assassinat du préfet Claude Érignac,.

## Filmographie

### Cinéma
- 2001 : Chanson entre deux d'Anna Novion (court-métrage)
- 2008 : Les Randonneurs à Saint-Tropez de Philippe Harel : L'autre marseillais
- 2009 : Dogfight d'Antoine Elizabé (moyen-métrage[6])
- 2009 : Un prophète de Jacques Audiard : Vettori
- 2010 : Les Princes de la nuit de Patrick Levy : Tex
- 2011 : Requista de Julien Izard : Riton Panucci (court-métrage)
- 2012 : Mauvaise posture de David Mabille : Simon (court-métrage)
- 2013 : Suis-je le gardien de mon frère? de Frédéric Farrucci : Joseph (court-métrage)
- 2013 : Suzanne Dadas de Clémentine Delbecq : Moune (court-métrage)
- 2013 : Migraines d'Hélène Couturier : Joseph (moyen-métrage[7])
- 2014 : Rien à faire de Julien Izard : Charles Bourlos[8]
- 2015 : Entre amis d'Olivier Baroux : Battistou
- 2015 : Les Exilés de Rinatu Frassati : Pasquale Paoli (court-métrage[9])
- 2018 : Abdel et la Comtesse d'Isabelle Doval : Vincent
- 2018 : Béatrice de Rinatu Frassati : Jacques (moyen métrage)
- 2019 : Salauds de pauvres, collectif
- 2019 : Aiò Zitelli ! de Jean-Marie Antonini : Julien (court-métrage)
- 2019 : Naufrages de Dominique Lienhard
- 2019 : Inséparables de Varante Soudjian : Serge Ferroni
- 2020 : Belle Fille de Méliane Marcaggi : Gendarme
- 2020 : Des feux dans la nuit de Dominique Lienhard : chef du village
- 2022 : Le Puissant Royaume de Julien Meynet (court-métrage)
- 2023 : Voleuses de Mélanie Laurent
- 2024 : Libre de Mélanie Laurent : Inspecteur Sud
- 2025 : Brûle le Sang de Akaki Popkhadze : Tchavo

### Télévision
- 2009 : Le Débarcadère des Anges Collection Suite noire de Brigitte Roüan : le Père Corbucci
- 2010-2014 : Mafiosa, le clan : le capitaine Alain Damiani (saisons 3 à 5)
- 2013 : Les Anonymes - Ùn' pienghjite micca de Pierre Schoeller : Yvan Colonna
- 2013 : Crossing Lines : Philippe (série télévisée)
- 2014 : Disparus de Thierry Binisti
- 2015 : Hard, saison 3 : Antone Versini
- 2016 : Bois d'ébène de Moussa Touré (docu fiction[10])
- 2017 : Tensions au Cap Corse de Stéphanie Murat : Marco Siabelli
- 2017 : Alex Hugo de Olivier Langlois : Eddy La Mèche (série télévisée, épisode Les Amants du levant)
- 2017 : Quadras de Mélissa Drigeard et Vincent Juillet : Julien (série télévisée)
- 2019 : Le Temps est assassin de Claude-Michel Rome : Éric Rocca (série télévisée)
- 2019 : Meurtres en Cotentin de Jérémy Minui : Étienne Letourneau
- 2020 : La Garçonne de Paolo Barzman : Alberti (mini-série)
- 2022 : Peaky Blinders, saison 6 : Fishing Boat Captain
- 2022 : Marianne d'Alexandre Charlot, Franck Magnier et Myriam Vinocour (mini-série)
- 2022 : I3P de Jérémy Minui : Broca, le médecin légiste (mini-série)
- 2022 : Candice Renoir - épisode Chacun dirige l'eau vers son moulin : le lieutenant-colonel Bartoli
- 2025 : Plaine orientale de Pierre Leccia : François Tralonca
- 2026 : Vendetta d'Ange Basterga

### Doublage
- 2022 : Twenty-Five Twenty-One : voix additionnelles[11]
- 2022 : Avatar : La Voie de l'eau : voix additionnelles

### Web série
- 2009 : Le Train corse[12],[13]

### Clips
- 2009 : Le Turc de Savants des Rimes[14]
- 2016 : Edgar de Kool Shen
- 2016 : Bigo de Gradur
- 2020 : Tout·e seul·e de D' de Kabal

## Théâtre
- En attendant le train, mes Karine Nuris - Théâtre Montmartre-Galabru
- Zig et More de Marine Auriol - Théâtre-Studio d'Alfortville
- 2000 : Anéantis de Sarah Kane, mes Christian Benedetti - Théâtre-Studio d'Alfortville, Théâtre Nanterre-Amandiers : Le soldat[15]
- 2015-2016 : Marie Tudor de Victor Hugo, mes Philippe Calvario - Théâtre de la Pépinière Opéra, tournée
- 2017 : Ulysse sans terre, mes Orlando Furioso - Théâtre de Bastia : Ulysse
- 2020-2022 : Intra Muros de et mise en scène Alexis Michalik, Théâtre de la Pépinière, tournée
- 2023 : Guerre de Lars Norén, mise en scène Christian Benedetti, Théâtre-Studio Alfortville

## Distinction
- South Film and Arts Academy Festival 2019 : Meilleur acteur, mention honorable pour Aiò Zitelli ![16]

## Jeux Vidéo
- 2025 : Kingdom Come: Deliverance II : Vauquelin Brabant